# 參將
參將或稱參戎，為15世紀中國明朝首設的官制名稱，分守一路的長官，或位主將城內協守的次官位，階約為今高級將官，為職事官（差遣官）並非寄祿官無一定品秩。軍階為總兵官、副將、參將、游擊將軍、佐擊將軍、坐營、號頭、中軍、千總及把總。
17世紀，清朝統治中國後，沿襲其官制，一般為綠營武官。
在清朝，該官品為正三品，位於總兵或副總兵之下，都司與游擊之上。該官統兵官，位階次於副將一級。服從於總兵，有时亦可以担任抚标（巡抚直辖的绿营兵）的中军，亦由兵部主管。
清朝綠營，軍階由高至低分別為提督、總兵、副將、參將、游擊、都司、守備、千總及把總。

## 臺灣
臺灣民間對綠營旗下的武官，普遍敬稱「總爺」，若須因官職細分，參將、副將、總兵、提督，皆敬稱「大人（tāi-jîn / tāi-lîn）」。:264